# Lampsilis binominata
Lampsilis binominata је шкољка из реда Unionoida и фамилије Unionidae.

## Угроженост
Ова врста је наведена као изумрла, што значи да нису познати живи примерци.

## Распрострањење
Ареал врсте је био ограничен на једну државу, САД.

## Станиште
Ранија станишта врсте су била слатководна подручја.